# Kaniyur
Kaniyur es una ciudad censal situada en el distrito de Coimbatore en el estado de Tamil Nadu (India). Su población es de 12011 habitantes (2011). Se encuentra a 22 km de Coimbatore.

## Demografía
Según el censo de 2011 la población de Kaniyur era de 12011 habitantes, de los cuales 6028 eran hombres y 5983 eran mujeres. Kaniyur tiene una tasa media de alfabetización del 81,05%, superior a la media estatal del 80,09%: la alfabetización masculina es del 88,19%, y la alfabetización femenina del 73,84%.